# Revolver (Filmmagazin)
Revolver ist eine deutschsprachige Filmzeitschrift. Schwerpunkt von Revolver sind Interviews mit Filmschaffenden und Texte von Filmschaffenden. Die Zeitschrift versteht sich als Instrument, einen tieferen Einblick in das Denken und in die konkrete Arbeitsweise von Filmschaffenden aus aller Welt zu ermöglichen. Ein weiteres Ziel ist es, die öffentliche Diskussion über Film und Kino in Deutschland zu fördern. Insofern versteht sich Revolver auch als filmpolitische Zeitschrift.

## Geschichte
Revolver wurde 1998 von Benjamin Heisenberg, Christoph Hochhäusler und Sebastian Kutzli in München gegründet. Mittlerweile wurde der Sitz der GbR nach Berlin verlagert. Herausgeber sind zurzeit Jens Börner, Benjamin Heisenberg, Christoph Hochhäusler, Franz Müller, Nicolas Wackerbarth, Saskia Walker und Marcus Seibert. Weitere Redakteure sind Hannes Brühwiler, Istvan Gyöngyösi, Zsuzsanna Kiraly, Cecile Tollu-Polonowski, Sebastian Ladwig, Johanna Schorn und Leonard Geisler. Alle Mitarbeiter von Revolver arbeiten ehrenamtlich.
Die Zeitschrift erscheint halbjährlich im DIN-A6-Format im Verlag der Autoren. Mittlerweile sind über 40 Ausgaben sowie ein Sammelband vergriffener Texte aus den ersten 14 Ausgaben (Kino muss gefährlich sein, Verlag der Autoren) erschienen.
Neben der Zeitschrift bringt Revolver gemeinsam mit der Filmgalerie 451 unregelmäßig Filme auf DVD heraus, die zuvor nicht auf dem deutschen DVD-Markt erhältlich bzw. nicht deutsch untertitelt waren.
Die Interviews, die in der Zeitschrift erscheinen, werden zum Teil öffentlich geführt als „Revolver Live“-Veranstaltung in Kooperation mit der Volksbühne oder dem Arsenal Kino in Berlin.
2009 erhielt Revolver den DEFA-Preis für die Förderung des künstlerischen Nachwuchses.